# مخطوطة فارسية في اليابان

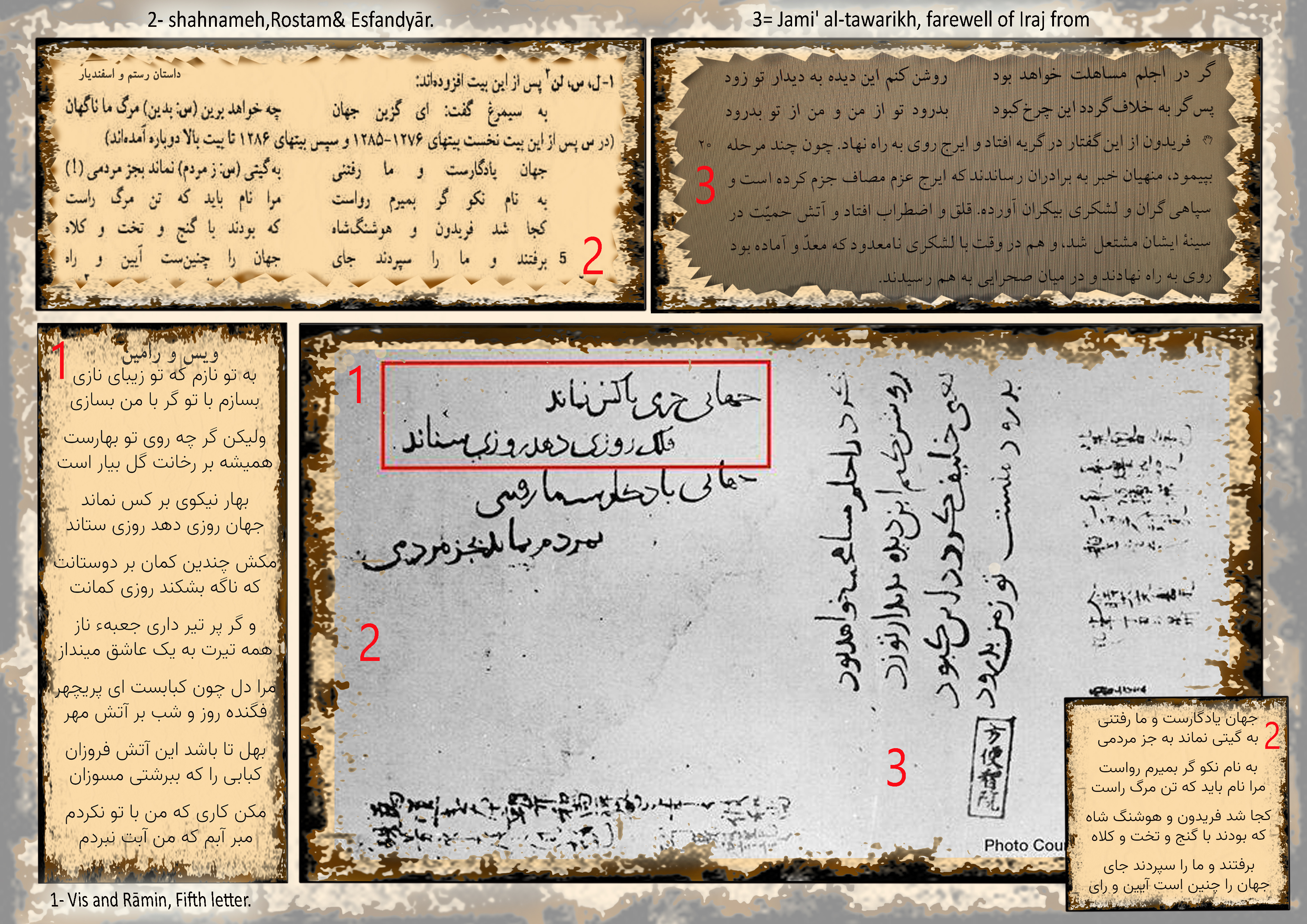
مخطوطة فارسية في اليابان.اصلها من کتاب ویس و رامین، شاهنامه و جامع التواریخ

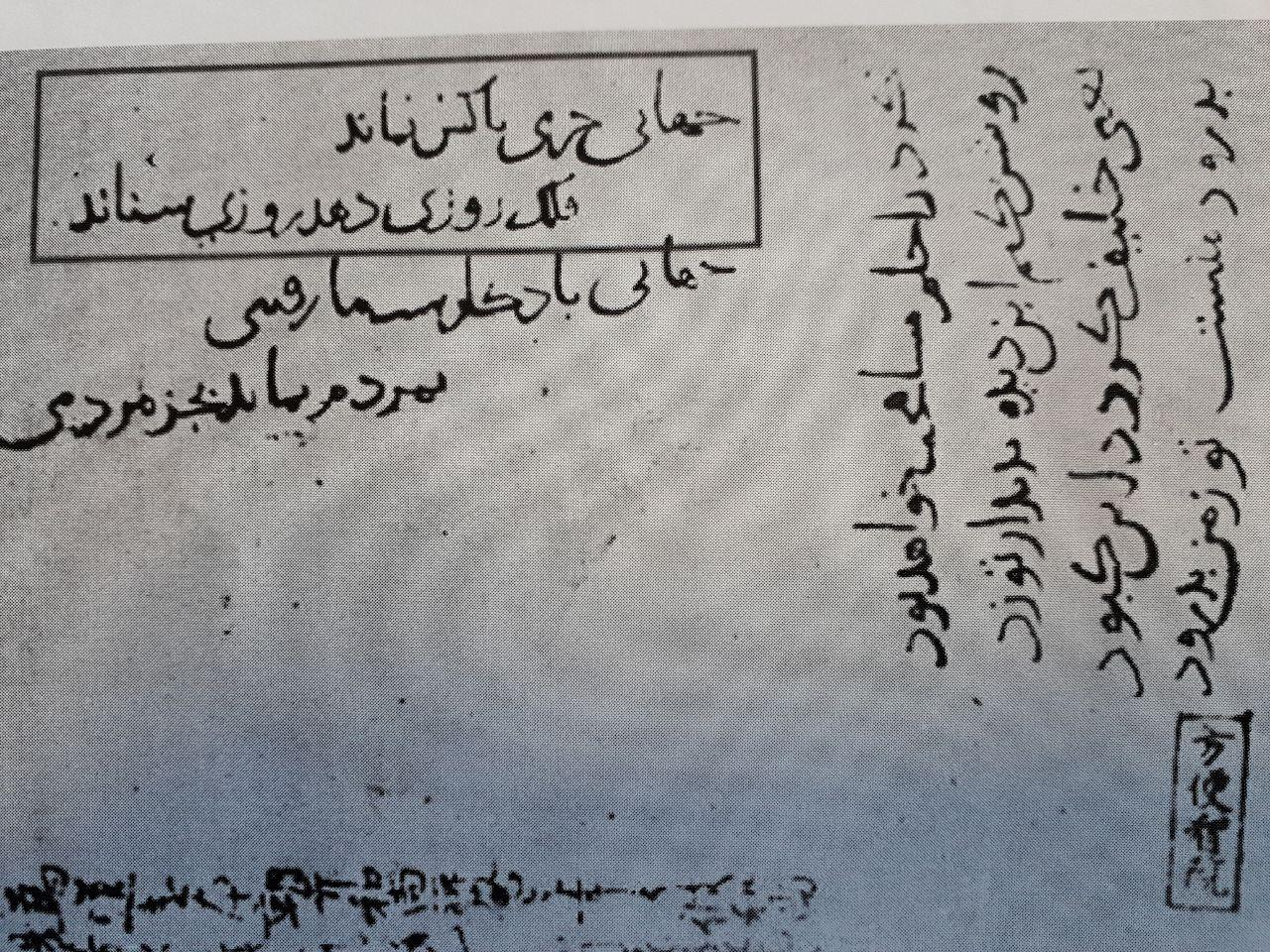
أصلي

«مخطوطة فارسية في اليابان» باللغةالفارسيةدستوشته فارسی ژاپن، تسمى أيضا Nanban، هی شعر من شاهنامه فردوسی Ferdusi کتب فی 1217 میلاد تم كتابتها بالخط العربی في تشيوانتشو من الصين لراهب الياباني الشهیر اسمه كايسي وفیها قصيدة آخر من ویس ورامین. تم تصنيفها كممتلكات ثقافية وطنية مهمة في اليابان ویحتفظ حالیا فی المحتف کیوتو. إنها أقدم وثيقة فارسية والخط العربیه موجودة في اليابان.

## القصيدة
تمت قراءة هذا المخطوط وتفسيره من قبل العديد من العلماء لكن قصيدة الثانية ترجمت بطرق مختلفة. كتب الدكتور محمد عجم، مؤلف كتاب " النقوش الفارسية على الآثار الهندية ": " كل القصائد في هذه المخطوطة مقروءة، ومعنى قصاعدواضح. الحفظ على هذه القصائد من قبل قبطان والبحار في الصين أظهر شهرة هذه القصائد وأهميتها للناس علی الخصوص بین الملاحین والبحار. جميع القصائد الثلاث لشعراء إيرانيين مشهورين، الأولى لفخر الدين أسد جرجاني، والثانية فردوسي، والثالثة من كتاب جامع التواريخ کتالی:
1. گر در اجلم مساهلت خواهد بود *روشن کنم این دیده بدیدار تو زود.
2. پس (گر) به خلاف گردد این (چرخ) کبود*بدرود تو از من ومن از تو بدرود.

هذه القصيدة الشهيرة وشعر قراها ایرج فی وقت التوديع الحزين من والده فريدون فی سفر دون العودة، وهي مذكورة بشكل مختلف في الشاهنامه.
اشتهرت هذه القصائد بين الناطقين باللغة الفارسية في ذلك الوقت وغناها ملاهان بشكل خاص، حيث كتب سعدي وشهريار رامهرموزي وسهراب وابن بطوطة (بطوطة) أن الأغاني والأناشيد الفارسية كانت تُغنى الملاحین.
. 
بندانگشتی|تصویر صفحه 135 جامع التاریخ
1. جهان خُرمی‌با کَس نماند **** فلک روزی دهد، روزی ستاند. *ویس ورامین *فخر الدين الكركاني
2. جهان یادگارست وما رفتنی. ***** بمردم نماند به جز مردمی. * فردوسی

- قصه رستم واسفندیار رقم 26 :

جهان یادگارست وما رفتنی * به گیتی نماند به جز مردمی 
1. بهار نیکوی بر کس نماند * جهان روزی، دهد روزی ستاند.

- السعادة ليست ابدية والثراء لا يبقى مع أحد ** الله يعطي السعادة والحظ السعيد يوما ويأخذها في يوم اخر * فیس ورامين [3]
- العالم یمثل معالم المدينة ومكان للذكرى وعلينا أن نغادر ** لن يترك الإنسان شيئًا سوى الأعمال الصالحة والعمل الخيري * فردوسي
- "العالم ذكرى، وعلينا جميعًا أن نغادر، / لن يبقى شيء للإنسان سوى أعماله النبيلة.

</br> القصيدة الثانية
الرباعی الثانية
1. گر در اَجَلَم مُسامحت خواهد بود.
2. روشن کنم این دیده به دیدار تو زود.
3. یعنی خلیف گردد آس کبود
4. بدرود منست تو زمن بدرود. فی امان الله ومع السلامة.

پس گر خلاف گردد آس کبود.
 آس معناها السماء والجنه وتقدیر
- "إذا كان هناك تساهل فيما يتعلق بحياتي، / سوف أغمض عيني من خلال النظر إلى وجهك، / ولكن إذا كانت هذه (السماء) الزرقاء تنقلب ضدي، / أودعني وداعك بنفس الشيء." }}
- "البطل سيمتلك الوداعة والإحسان، / دع عيني تضيء بسرعة من خلال النظر إلى وجهك، / أي أن رفيقي جعل قلبي (عيني) زرقاء، / هذا وداعي؛ يا وداعا مني "}} （1953）

دولاب الغزل و (آس) إلى السماء ودوران الزمن وينقل مفهوم الموت والذهاب إلى الجنة. كان يرغب في رؤية شخص ياباني في الجنة، فهذه القصيدة الفارسية كانت تقرأ في الزمن القديم عندما كان على المرء أن يذهب في رحلة طويلة وخطيرة. ونقول انشا الله سنرى بعضنا البعض أو دیدار فی القیامه (قد يكون في السماء والجنه) ما يعادل المثل الفارسي، الجبل لا يصل إلى الجبل، ولكن يمكن للإنسان أن يصل إلى بعضهما البعض ويمكن للشخص والصديق أن يجدا نفسيهما حتى في العالم الآخر. ولخليف وخليفة معاني مختلفة بالفارسية والعربیه، منها السلطان - الأمير - خباز - قائد الكنيسة الأرمنية - المتعلم.

## روابط خارجية
- [ http://dsr.nii.ac.jp/toyobunko/X-6-41/V-2/page/0015.html.ja النص الفارسي الذي تم تسليمه في اليابان) المعهد الوطني للمعلوماتية-
- مخطوطة فارسية في اليابان مخطوطة فارسية في اليابان
- مخطوطة فارسية في اليابان
- مخطوطة فارسية في اليابان إيرنا